# Антуанетта Амалия Брауншвейг-Вольфенбюттельская
Антуанетта Амалия Брауншвейг-Вольфенбюттельская (нем. Antoinette Amalie von Braunschweig-Wolfenbüttel; 22 апреля 1696, Вольфенбюттель — 6 марта 1762, Брауншвейг) — герцогиня Брауншвейг-Люнебургская, из дома Вельфов.

## Биография
Антуанетта Амалия была младшей дочерью герцога Людвига Рудольфа Брауншвейг-Вольфенбюттельского и его супруги Кристины Луизы Эттингенской.
Её старшим сёстрам Елизавете Кристине и Шарлотте Кристине согласно матримониальным планам их деда Антона Ульриха Брауншвейг-Вольфенбюттельского было уготовано стать соответственно императрицей Священной Римской империи и русской царицей. Антуанетту Амалию решили выдать за племянника Антона Ульриха и кузена её отца, чтобы породниться с императорскими домами Санкт-Петербурга и Вены.
Принцесса Антуанетта Амалия вышла замуж за Фердинанда Альбрехта II Брауншвейг-Бевернского 15 октября 1712 года в Брауншвейге. Брак оказался очень счастливым, у супругов родилось восемь сыновей и семь дочерей, воспитывавшихся скорее в скромных условиях дома её отца. После смерти герцога Брауншвейг-Люнебургского в том же 1735 году умер супруг Антуанетты Амалии. Антуанетта Амалия пережила мужа на 27 лет.

## Потомки
- Карл I Брауншвейг-Вольфенбюттельский (1713—1780), герцог Брауншвейгский, женился на Филиппине Шарлотте Прусской
- Антон Ульрих Брауншвейгский (1714—1774)
- Елизавета Кристина Брауншвейгская (1715—1797), в 1733 году вышла замуж за Фридриха Великого, короля Пруссии
- Людвиг Эрнст Брауншвейг-Люнебург-Бевернский (1718—1788)
- Август (1719—1720)
- Фридерика (1719—1772)
- Фердинанд Брауншвейгский (1721—1792)
- Луиза Амалия Брауншвейг-Вольфенбюттельская (1722—1780), в 1742 году вышла замуж за Августа Вильгельма Прусского, мать короля Пруссии Фридриха Вильгельма II
- София Антония (1724—1802), в 1749 году вышла замуж за герцога Эрнста Фридриха Саксен-Кобург-Заальфельского
- Альбрехт (1725—1745), генерал-майор прусской армии
- Шарлотта (1726−1766)
- Тереза Брауншвейг-Вольфенбюттельская (1728—1778), аббатиса Гандерсгеймского монастыря
- Юлиана Мария Брауншвейг-Вольфенбюттельская (1729—1796), в 1752 году вышла замуж за короля Дании Фредерика V (1723—1766)
- Фридрих Вильгельм (1731—1732)
- Фридрих Франц Брауншвейг-Вольфенбюттельский (1732—1758), генерал-майор прусской армии